# Mediastí (tòrax)

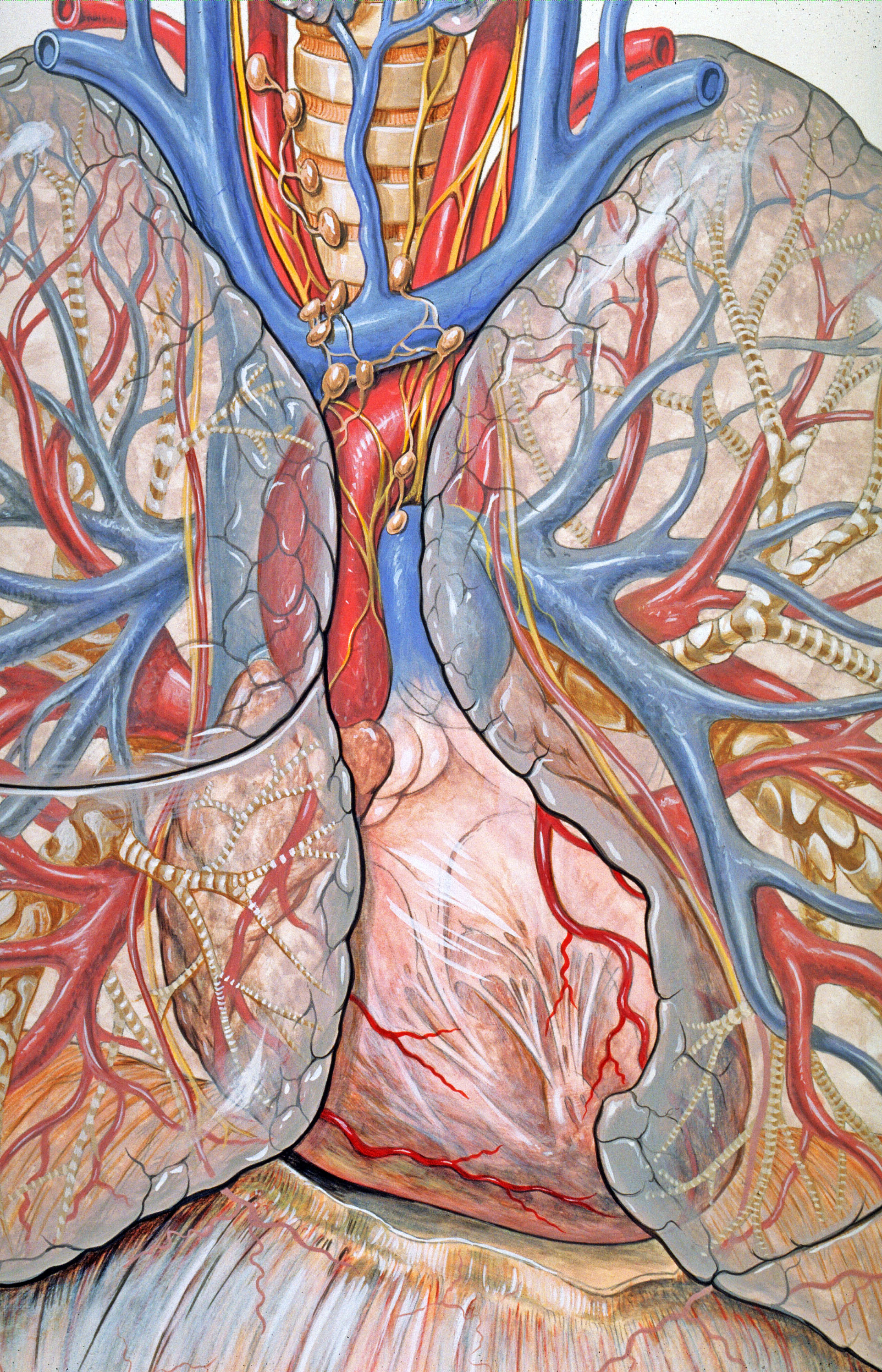
Anatomia del mediastí

El mediastí és un compartiment anatòmic situat en el centre del tòrax, entre els pulmons dret i esquerre, per darrere de l'estern i les unions condrocostals i per davant de les vèrtebres i del vessant més posterior de les costelles òssies, múscul diafragma per sota i istme cervicotoràcic per dalt, que allotja el cor, aorta, caves, vena àziga i hemiàziga, artèries i venes pulmonars, tràquea i bronquis principals, esòfag, conducte toràcic i altres vasos limfàtics, ganglis limfàtics i alguns troncs i ganglis nerviosos importants.
El mediastí (del llatí, estar al mig) és la regió mitjana entre els dos sacs pleurals. S'estén des de l'orifici superior del tòrax fins al diafragma i des de l'esternó i els cartílags costals per davant fins a la superfície anterior de les dotze vèrtebres dorsals per darrere. Els cossos vertebrals no es troben al mediastí.
El mediastí, entre dues capes de pleures mediastíniques, conté al cor, grans vasos, restes del tim, part distal de la tràquea, parts proximals dels bronquis dret i esquerre, esòfag, nervis vagues, nervis frènics i el conducte toràcic. Aquestes estructures estan envoltades per teixit connectiu lax, ganglis limfàtics i grassa. Al llarg de la vida de l'individu, la laxitud del teixit connectiu i de la grassa, així com l'elasticitat dels pulmons i pleura, permeten que el mediastí s'acomodi al moviment i canvis de volum de la cavitat toràcica (per exemple, moviment de la tràquea i bronquis durant la respiració, moviments pulsàtils dels grans gots i canvis de volum de l'esòfag durant la deglució).

## Subdivisions del mediastí
El mediastí es divideix en el pericardi (membrana que envolta al cor) en quatre subdivisions o parts: mitjana, superior, posterior i anterior.
- Mediastí mitjà: és molt important, ja que conté al pericardi (amb els nervis frènics adjacents), el cor i les arrels dels grans vasos que passen cap a i des del cor.

- Mediastí superior: es troba per sobre de les altres tres subdivisions i és superior a la línia horitzontal que passa des de l'angle esternal fins a la vora inferior de la quarta vèrtebra dorsal. Per tant, és inferior a l'orifici toràcic superior.

- Mediastí posterior: es localitza posterior al pericardi fibrós i al diafragma, i anterior als cossos vertebrals de les vuit vèrtebres dorsals inferiors.

- Mediastí anterior: és la part més petita del mediastí i es localitza anterior al pericardi fibrós, entre aquest i l'estern. Encara que és petit en l'adult, és relativament gran durant els primers mesos de vida, degut al fet que la porció inferior del tim s'estén en aquesta regió. En els primers anys de vida la imatge del tim és tant o més ampla que la del cor en les radiografies de tòrax.

S'ha de comprendre que certes estructures que passen a través del mediastí (com l'esòfag, el conducte toràcic, etcètera) es troben en més d'una subdivisió del mediastí.